# Schloss Bernburg

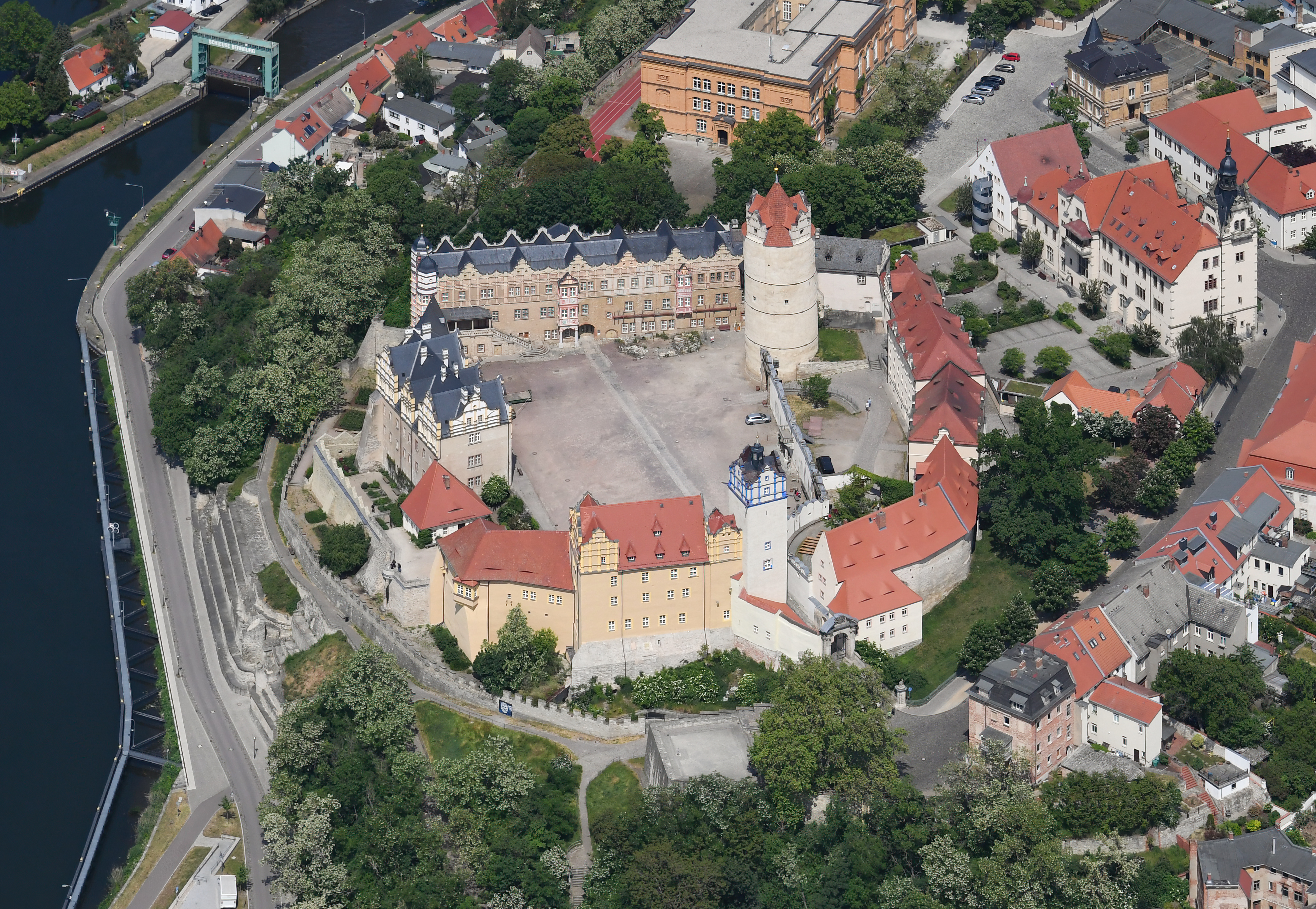
Schloss Bernburg von Süden aus der Luft gesehen (2023)

Das Schloss Bernburg – auch „Krone Anhalts“ – ist ein Renaissanceschloss in Bernburg (Saale), Sachsen-Anhalt. Es erhebt sich auf hohen Sandsteinfelsen über dem östlichen Ufer der Saale, an der Stelle einer früheren Furt. Die Schlossanlage geht auf eine mittelalterliche Höhenburg zurück. Die Schlossanlage steht zum Teil im Eigentum der Stadt Bernburg (Saale) und zum Teil im Eigentum der Kulturstiftung Sachsen-Anhalt.

## Geschichte
Die Bernburg wurde vermutlich bereits am 29. Juni 961 als sächsische Rund- und Fliehburg mit Wall und Graben in einer Schenkungsurkunde von König Otto I. als „Brandanburg“ erwähnt. Eine große frühmittelalterliche Burganlage konnte inzwischen auf dem Bernburger Schlossberg archäologisch nachgewiesen werden.
Im Jahre 1138 wurde sie erstmals als „Berneburch“ oder „Berneborch“ aus Anlass ihrer Brandschatzung im Zusammenhang mit Streitigkeiten zwischen Welfen und Hohenstaufen erwähnt. Zu dieser Zeit war sie Witwensitz der Gräfin Eilika (Sachsen), der Mutter von Markgraf Albrecht I. (Brandenburg) aus dem Hause der Askanier. In der zweiten Hälfte des 12. Jahrhunderts erfolgte unter Bernhard III. (Sachsen) der Wiederaufbau als große romanische Burganlage. Aus dieser Zeit stammt der mächtige Bergfried im Burghof, einer der größten in Deutschland, der nach örtlicher Überlieferung als Handlungsort der 22. Historie des mittelniederdeutschen Volksbuches Till Eulenspiegel gilt und deshalb als Eulenspiegelturm bezeichnet wird. Auch die in Resten erhaltene romanische Burgkapelle St. Pankratius stammt aus der zweiten Hälfte des 12. Jahrhunderts. Pankratius war der Patron der Ritter und des Adels, sodass ihm viele Burgkapellen geweiht wurden. Arnolf von Kärnten führte seine Eroberung von Rom durch sein Ritterheer im Februar 896 und seine darauffolgende Kaiserkrönung auf die Anrufung des Pankratius zurück. Papst Formosus übergab ihm deswegen Reliquien des Heiligen, welche nach Roding (Oberpfalz) gebracht wurden. Von dort aus verbreitete sich die Pankratiusverehrung in der Ritterschaft.
Der laut den Annales Stadenses Tod von Bernhard III. (Sachsen) in Bernburg um den Jahreswechsel 1211/12 verbindet die Geschichte des Landes Anhalt mit den Mauerresten der Bernburger Burgkapelle; denn dort fand mit hoher Wahrscheinlichkeit der erste Teil der Trauerzeremonie für den verstorbenen Herzog statt, bevor sein Leichnam in das Benediktinerkloster Ballenstedt, der Grablege der frühen Askanier, überführt wurde. Die Bernburger Burgkapelle, als Ort der ersten öffentlich-rituellen Auseinandersetzung mit dem Tod Bernhards, war somit ein wichtiger Etappenort im zeremoniellen Verlauf des Erbfalls und der askanischen Erbteilung. Sie stellt gewissermaßen, neben der namengebenden Burg Anhalt im Selketal, eine weitere authentische „Geburtsstätte“ des späteren Landes Anhalt dar.
Ab 1498 gelangten Herrschaft und Schloss Bernburg an die Fürsten von Anhalt-Köthen, die die Burg als Domäne, Verwaltungsmittelpunkt und Wohnort der Landesherrschaft nutzten und entsprechend umbauten (Altes Haus). Militärisch wurde die Anlage nicht weiter ausgebaut.
1538/39 ließ Wolfgang, Fürst von Anhalt-Köthen, durch den aus dem böhmischen Komotau (heute Chomutov) stammenden damals Halleschen Baumeister Andreas Günther im Nordwesten des Schlosshofes ein turmartiges Gebäude in reichen, nur noch teilweise erhaltenen Renaissanceformen errichten, den nach ihm benannten Wolfgangbau (heute westlicher Teil des sogenannten Langhauses). Ein Vorbild war dabei der wenig ältere Saalbau des kursächsischen Residenzschlosses Hartenfels in Torgau, einem der Hauptwerke der frühen Sächsischen Renaissance. So besitzt auch der Bernburger Wolfgangbau an zwei Gebäudeecken als „Leuchten“ bezeichnete Runderker mit antikisierender Ornamentik und fungierte auf diese Weise als herrschaftliches Belvedere mit weitem Ausblick in das Flusstal. Zusätzlich zeigen die Erker an den Außenseiten Reliefs protestantischer Fürsten und des römisch-deutschen Kaisers Karl V.
Wahrscheinlich wurde damals auch an anderen Stellen der Anlage gebaut, wie einzelne Baudetails, zum Beispiel Türgewände, belegen. 1547 musste Fürst Wolfgang als einer der Mitbegründer des Kaiser Karl V. unterlegenen Schmalkaldischen Bundes sein Land verlassen, die Verwandten der Dessauer Linie gelangten erst allmählich wieder in den Besitz dieses Territoriums.
Den Bernburger Landesteil erhielt 1563 Joachim Ernst (Anhalt) (reg. 1551–1586). Er begann 1567 mit dem Bau eines umfangreichen zweigeschossigen Wohngebäudes für sich und seine Gemahlin als östliche Verlängerung des Wolfgangbaus. Damit entstand das sogenannte Langhaus als nördlicher Abschluss des Schlosshofes. Anders als heute besaß das Langhaus ursprünglich eine malerische Reihe von Zwerchhäusern in der Dachzone. Für diese Bauaufgabe verpflichtete er den Hallenser Baumeister Nickel Hoffmann.
Joachim Ernst residierte zunächst vor allem in der Burg Roßlau. Vielleicht entstand der Ausbau von Bernburg in der Absicht, seine Residenz in dieses größere Schloss zu verlegen. Bald nach Beendigung der Bauarbeiten in Bernburg starb jedoch 1570 sein letzter noch lebender, in Dessau regierender Bruder Bernhard, und Joachim Ernst konnte alle anhaltinischen Lande in seiner Hand vereinigen. Infolge seines Umzuges nach Dessau und den dortigen umfangreichen Baumaßnahmen am Residenzschloss Dessau in den 1570er Jahren verlor Bernburg an Bedeutung und hatte höchstens die Funktionen einer Nebenresidenz zu erfüllen. Trotzdem wurde zu unbekannter Zeit nach 1586 der Johann-Georg-Bau begonnen, der sich 1606 aber noch im Rohbau befand.
Die Bedeutung des Schlosses änderte sich zwar, als Bernburg 1606 die bescheidene Residenz einer Anhaltiner Teillinie wurde, diese neue Funktion schlug sich aber nicht in aufwändigen Umbauten an der bestehenden Bausubstanz nieder. Mit der Verlegung der Residenz 1765 nach Ballenstedt verlor Bernburg wiederum seine zentrale Bedeutung, bis es nach dem Aussterben der Bernburger Linie 1863 und der Vereinigung mit Anhalt-Dessau endgültig an die Peripherie rückte. Durch diese Umstände wurde die Bausubstanz des Schlosses nur zurückhaltend verändert. Zwar wurden verschiedene Nebengebäude aufgeführt, die vorhandenen Räume nach den jeweiligen Bedürfnissen ausgestaltet und das Langhaus in der ersten Hälfte des 19. Jahrhunderts mit einer umfangreichen klassizistischen Innenarchitektur versehen, im Großen und Ganzen behielt das Schloss jedoch seine alte Gestalt.

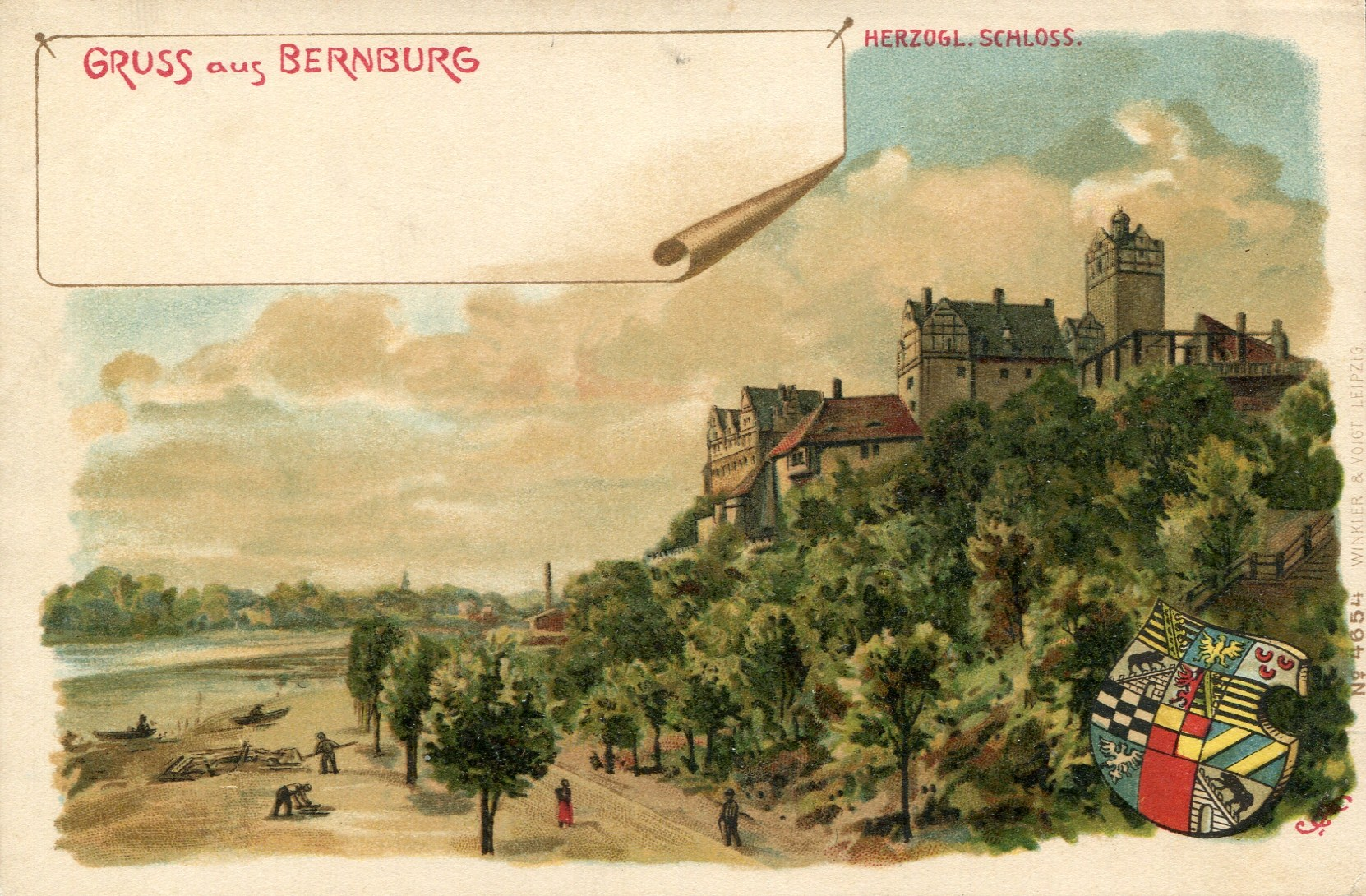
GRUSS aus BERNBURG, HERZOGL. SCHLOSS, Postkarte um 1900 von Erwin Spindler
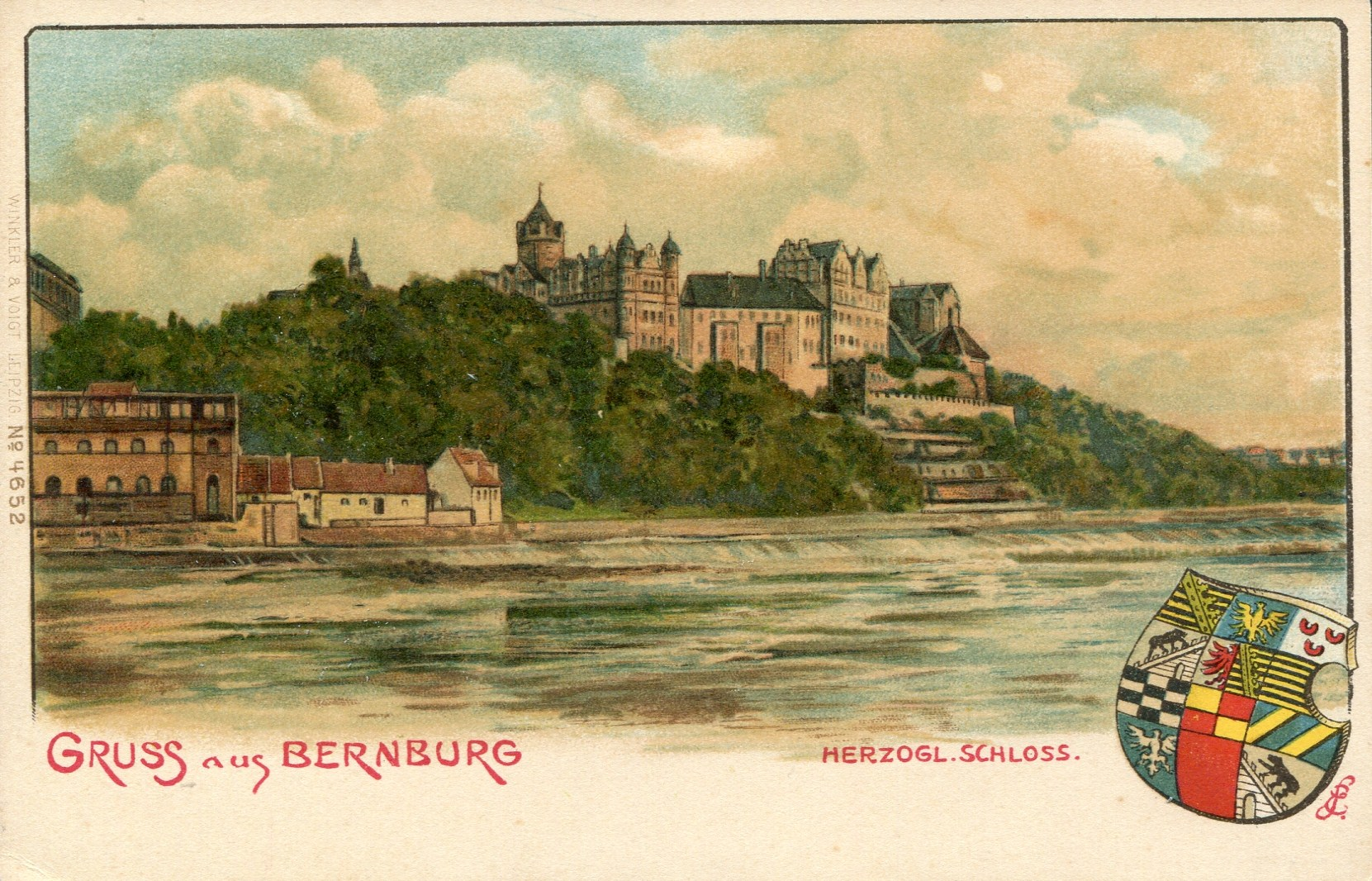
GRUSS aus BERNBURG, HERZOGL.SCHLOSS, Postkarte um 1900 von Erwin Spindler

1860 wurde im ehemaligen Burggraben eine erste Bärengrube für einen russischen Braunbären errichtet. Im Laufe der Zeit erfolgten mehrere Umbauten des Bärengeheges, zuletzt 1992 bis 1996. Derzeit sind dort zwei Braunbären zu sehen, die vom Tiergarten Bernburg betreut werden. Der 1895 abgebrannte Johann-Georg-Bau wurde wiederaufgebaut. Wenig später setzten umfangreiche Restaurierungsmaßnahmen am Langhaus ein, bei denen die Substanz der Erker und anderer Details formgetreu ausgetauscht wurde. Ausweislich einer Inschrift wurde 1908 diese Sanierungsetappe beendet. Weitere umfangreiche Restaurierungen fanden in den 1920er und 1930er Jahren statt und wurden nach dem Zweiten Weltkrieg teilweise wieder aufgenommen, insbesondere 1972 und 1973, als die Krypta der Burgkapelle St. Pankratius freigelegt und dabei das Museum grundlegend neu gestaltet wurde. Während zuvor nur das Erdgeschoss für Besucher zugänglich war, konnten danach mit einem Rundgang auch die gotischen Kellergewölbe sowie die Beletage des alten (gotischen) Hauses und des Blauen Turmes besichtigt werden. In diesem Zusammenhang wurde die historische Substanz des Museums zum größten Teil durch sozialistischen Schautafeln und Modelle ersetzt und auch noch die letzten Reste des Geheimarchivs der Fürsten von Anhalt-Bernburg für wechselnde Ausstellungen sozialistischer Kunst aus dem Obergeschoss in die nahe Hopfersche Papierfabrik geschafft (damals: VEB Vereinigte Zellstoff- und Papierfabriken Merseburg, Werk IV Bernburg).

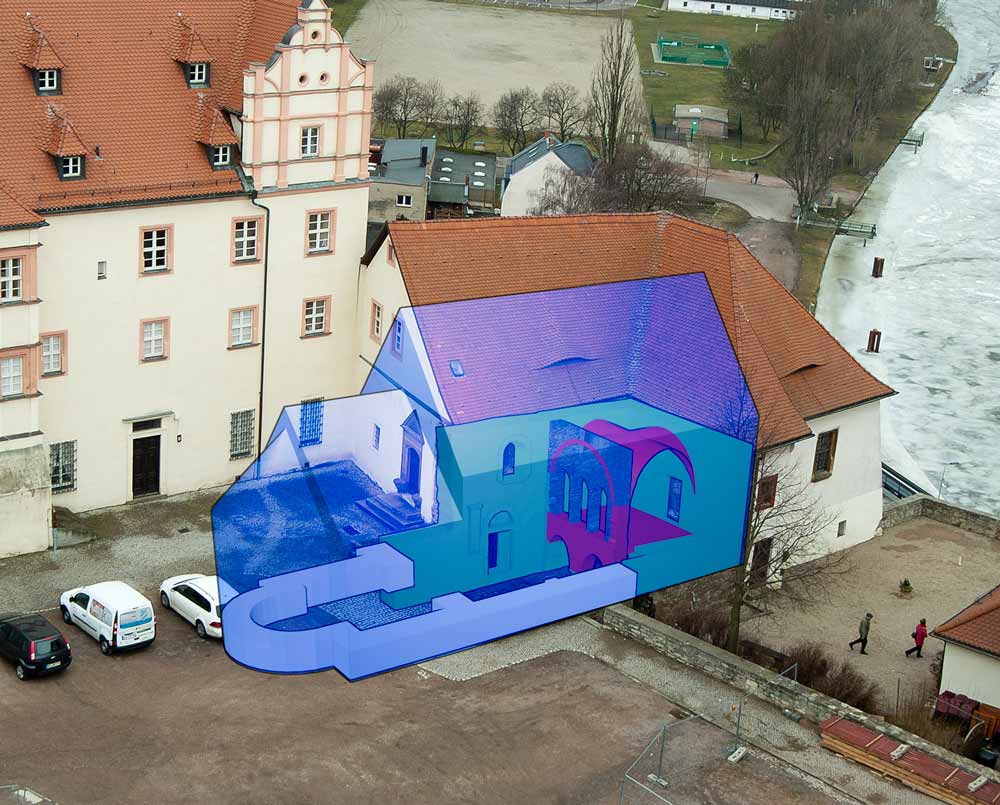
Kubatur der Burgkapelle St. Pankratius
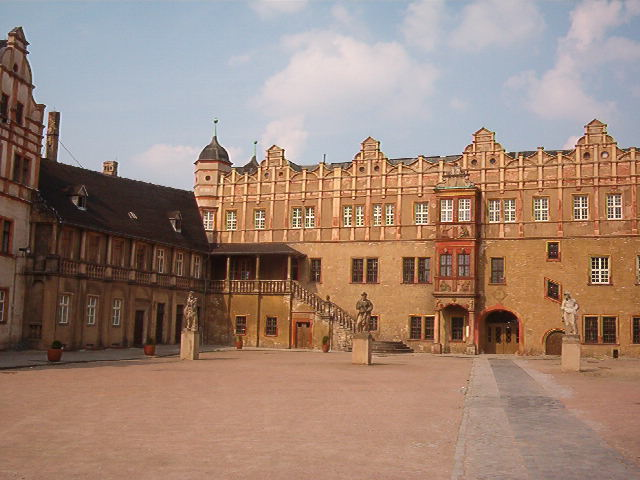
Hof des Bernburger Schlosses
Ursprüngliche Fassade des Langhauses
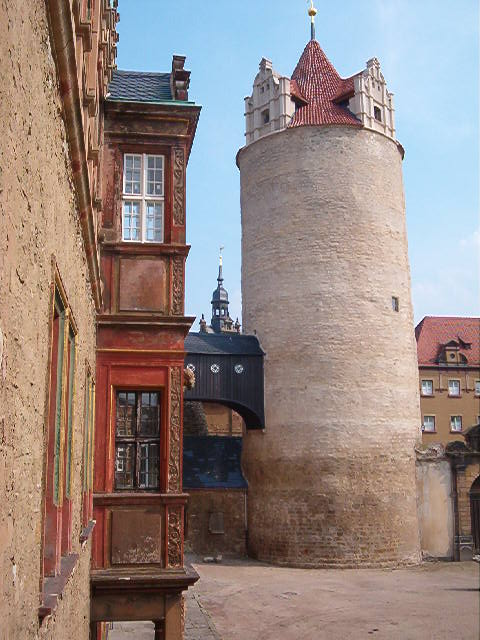
Erker am Joachim-Ernst-Bau, Eulenspiegelturm

## Heutige Nutzung

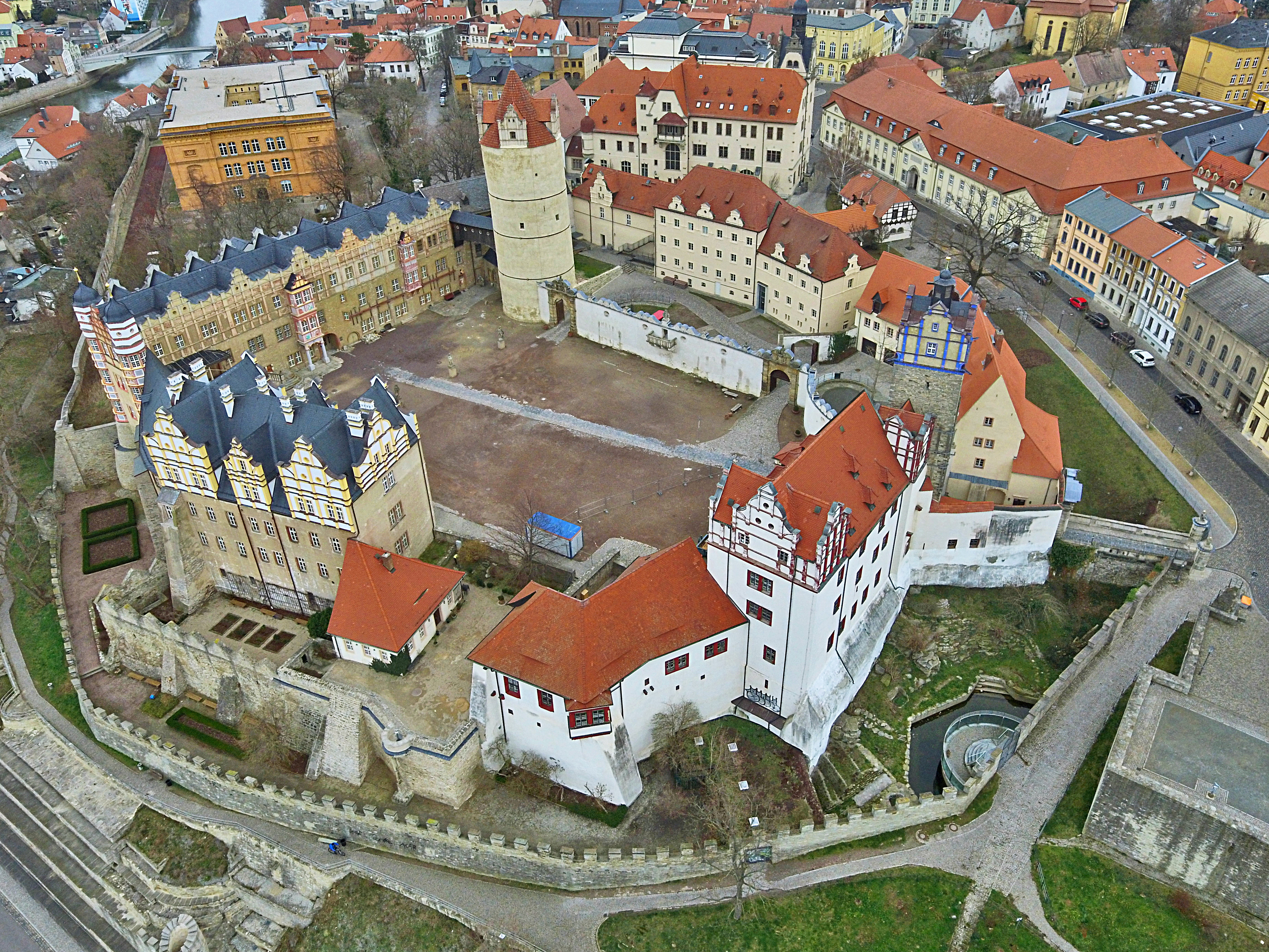
Luftbild mit gut erkennbarem Grundriss der Schlossanlage (2019)

Im Alten Haus und Krummen Haus des Schlosses ist das Museum Schloss Bernburg untergebracht. Die Folterausstellung gewährt Einblick in den finsteren Teil des Mittelalters. Im Johann-Georg-Bau ist die Anhaltische Mineraliensammlung zu besichtigen. Seit 2004 dokumentiert das Deutsche Kabarettarchiv im selben Gebäude die Geschichte des DDR-Kabaretts. In den heute von der Kulturstiftung Sachsen-Anhalt verwalteten Gebäuden befand sich früher zudem das Amtsgericht. Die Schlossterrasse bietet einen weiten Panoramablick in das Tal der Saale und in das Harzvorland, bei guter Sicht bis zum Brocken. Das Schloss ist eine Station an der Straße der Romanik.
Im Jahr 2017 hatten die Ausstellungen im Museum nur noch 10.384 Besucher, woraufhin die Stadt Bernburg 4 Millionen Euro Fördermittel zur Modernisierung des Schlosses beantragte. Im November 2019 überreichte Sachsen-Anhalts Staats- und Kulturminister Rainer Robra einen Zuwendungsbescheid in Höhe von 1,29 Millionen Euro an die Stadt Bernburg. Damit sollte die neue museale Dauerausstellung des Museum gestaltet werden, welche geschlossen werden musste. Im November 2020 war der Blaue Turm saniert, das Krumme Haus folgte. Am 24. Juni 2023 wurde das Museum wieder eröffnet.